# Diversidad sexual en Ruanda
Las personas lesbianas, gays, bisexuales y transgénero (LGBT) que viven en Ruanda enfrentan desafíos legales que no experimentan los residentes no LGBT. Si bien ni la homosexualidad ni los actos homosexuales son ilegales, esta se considera un tema tabú y no existe una discusión pública significativa sobre este tema en ninguna región del país. No se otorgan protecciones legislativas a los ciudadanos LGBT y el estado no reconoce los matrimonios entre personas del mismo sexo, ya que la Constitución de Ruanda establece que "[s]olo se reconoce el matrimonio monógamo civil entre un hombre y una mujer".
A pesar de que el estigma hacia la diversidad sexual persiste, Ruanda es considerado uno de los países más progresistas de la región en cuanto a la aceptación de las poblaciones LGBT, particularmente al compararlo con países cercanos como Uganda y Ghana. Esta diferencia se debe a que los políticos en Ruanda no han politizado la homofobia y, como parte del proceso de reconcialición nacional iniciado tras el Genocidio de Ruanda (1994), han evitado retóricas que antagonicen a grupos minoritarios.
Los ruandeses LGBT han informado que la policía los ha hostigado, chantajeado e incluso arrestado en virtud de diversas leyes que tratan sobre el orden público y la moralidad.
Ruanda es signataria de la declaración conjunta de las Naciones Unidas que condena la violencia contra las personas LGBT, siendo uno de los pocos países de África que ha patrocinado dicha declaración, y contrasta marcadamente con los vecinos Uganda, Tanzania y Burundi. Ruanda es el único país del sudeste africano donde los actos homosexuales son legales.

## Historia

### Reino de Ruanda
En el antiguo Reino de Ruanda, las relaciones homosexuales masculinas eran habituales entre los jóvenes hutus y tutsis. En 1986, un hombre tutsi de 19 años dijo que "tradicionalmente, en su tribu, hubo un período prolongado durante el cual los niños vivían separados del resto del pueblo mientras se entrenaban para ser guerreros, durante el cual se entablaron relaciones muy emocionales, y a menudo sexuales... A veces, estas relaciones duraron más allá de la adolescencia hasta la edad adulta. Watusi todavía tiene una reputación de bisexualidad en las ciudades del este de África". Los niños tutsi que entrenaban en la corte a menudo se ponían a disposición sexual de los invitados. A los homosexuales se les llamaba umuswezi o umukonotsi, que literalmente se traducen como "sodomita". Existen varios términos para la homosexualidad masculina: kuswerana nk'imbwa, kunonoka, kwitomba, kuranana inyuma y ku'nyo. Además, había tradiciones de "sacerdotes travestidos", conocidos como ikihindu o ikimaze, descritos por primera vez por los colonialistas como "hermafroditas", que desempeñarían el papel de chamanes y curanderos. Se cree que las relaciones sexuales incluían la masturbación mutua, el sexo intercrural y el coito anal.
La aceptación social desapareció rápidamente después de la llegada de los colonialistas europeos y el cristianismo.

### República de Ruanda
El 16 de diciembre de 2009, el Parlamento de Ruanda debatió si convertir la homosexualidad en un delito penal, con una pena de 5 a 10 años de prisión. Esta legislación fue similar al controvertido proyecto de ley contra la homosexualidad en el país vecino de Uganda. Sin embargo, el ministro de Justicia, Tharcisse Karugarama, condenó y refutó los informes de que el gobierno tenía la intención de criminalizar los actos homosexuales y dijo que la orientación sexual es un asunto privado, no un asunto estatal.

## Legalidad de la actividad sexual entre personas del mismo sexo
La actividad sexual entre personas del mismo sexo es legal en Ruanda. La edad de consentimiento es 18 años, independientemente de la orientación sexual o el género.

## Reconocimiento de las relaciones entre personas del mismo sexo
Ruanda no reconoce los matrimonios entre personas del mismo sexo, las uniones civiles o uniones similares. La mayoría de las personas homosexuales que han sido entrevistadas afirmaron que no son abiertas sobre su sexualidad con su familia por temor a ser rechazadas.
La Constitución de Ruanda, adoptada en mayo de 2003, define el matrimonio como la unión entre un hombre y una mujer. El artículo 26 establece: "Sólo se reconoce el matrimonio civil monógamo entre un hombre y una mujer".

## Gobierno y política

### Partidos políticos
Según las leyes electorales de Ruanda, la mayoría de los partidos políticos están alineados, si no son una extensión, del partido gobernante. Los cuatro partidos políticos ruandeses que no forman parte de la coalición gobernante, el Partido Liberal, el Partido Socialdemócrata, el Partido Social Imberakuri y el Partido Verde Democrático de Ruanda, no han tomado una posición oficial sobre los derechos LGBT.
En septiembre de 2016, hablando en San Francisco, el presidente Paul Kagame dijo que "(la homosexualidad) no ha sido nuestro problema. Y no tenemos la intención de convertirlo en nuestro problema".

### Derechos humanos
Desde 2005, la Asociación Comunitaria Horizons de Ruanda ha estado haciendo incidencia pública en nombre de los derechos LGBT, aunque sus miembros a menudo han sido hostigados por el gobierno.

## Sociedad y cultura
Los informes de países sobre prácticas de derechos humanos del Departamento de Estado de los Estados Unidos correspondientes a 2016 establecieron lo siguiente sobre Ruanda:

Actos de Violencia, Discriminación y Otros Abusos por Orientación Sexual e Identidad de Género
No existen leyes que criminalicen la orientación sexual o la conducta sexual consentida entre personas del mismo sexo, y los funcionarios gubernamentales a nivel de gabinete expresaron su apoyo a los derechos de las personas lesbianas, gays, bisexuales, transgénero e intersexuales (LGBTI). Las personas LGBTI denunciaron discriminación y abuso social, y los grupos de derechos LGBTI denunciaron acoso ocasional por parte de los vecinos y la policía. No hubo informes conocidos de ataques físicos contra personas LGBTI, ni hubo informes de personas LGBTI que huyeron del país debido al hostigamiento o ataque.

En 2007, la Iglesia Anglicana de Ruanda condenó "los comportamientos no bíblicos" de las iglesias europeas y estadounidenses e insistió en que no apoyarían la ordenación del clero LGBT.
En septiembre de 2019, Albert Nabonibo, un conocido cantante de góspel, se declaró gay en una entrevista con un canal cristiano de YouTube. Associated Press informó que su salida del armario había causado "conmoción" en un país "donde una afirmación tan pública de la homosexualidad es inaudita". A pesar de las reacciones "horribles" de familiares y amigos, Olivier Nduhungirehe, Ministro de Estado para Asuntos de la Comunidad de África Oriental, expresó su apoyo a Nabonibo y dijo: "Todos los ruandeses nacen y siguen siendo iguales en derechos y libertades". El propio Nabonibo afirmó que "no hay vuelta atrás, porque tengo que vivir mi vida real".

## Derechos transgénero
Los ruandeses transgénero enfrentan desafíos legales. La ley de Ruanda prohíbe cambiar el género legal. Si bien el travestismo no es ilegal de jure en Ruanda, las personas transgénero a menudo son acusadas de delitos no relacionados y pueden enfrentarse a detenciones violentas.